# Prayers for Bobby
Prayers for Bobby (bra: Orações para Bobby; prt: Rezando para Bobby) é um telefilme americano de 2009 dirigido por Russell Mulcahy. É um docudrama baseado no livro Prayers for Bobby: A Mother's Coming to Terms with the Suicide of Her Gay Son, de Leroy F. Aarons, que relata a história real da vida e do legado de Bobby Griffith, um jovem gay que se suicidou em 1983 devido ao fanatismo religioso e à homofobia de sua mãe. O filme é protagonizado por Ryan Kelley, que interpreta Bobby, e Sigourney Weaver, que interpreta sua mãe, Mary Griffith.
A ideia de adaptar o livro de Aarons para o cinema surgiu em meados da década de 1990, porém, a produção de um longa-metragem inspirado na história de Bobby não foi concretizada. A obra acabou originando um filme para a televisão, cujo roteiro adaptou alguns elementos do livro considerados pelos produtores como inadequados à programação da emissora. Nos Estados Unidos, o lançamento do filme ocorreu em 24 de janeiro de 2009, por transmissão televisiva; no Brasil, foi lançado em 2012 sob o título Rezando por Bobby, em DVD, com dublagem do estúdio Centauro. À época de seu lançamento original, o telefilme foi amplamente disseminado em blogues, redes sociais e sites direcionados principalmente ao público LGBT, sendo baixado por meio de servidores de arquivos no mundo inteiro.
Apesar de a película ter sido avaliada com comentários mistos, a atuação de Weaver foi bem recebida, a qual obteve diversas indicações e premiações, entre elas uma nomeação aos prêmios Emmy de Melhor Atriz em minissérie ou telefilme, ao Globo de Ouro, Satellite e ao Screen Actors Guild na mesma categoria. A produção, por sua vez, ganhou o Prêmio GLAAD Media de 2010, ao passo que os produtores foram nomeados aos prêmios Emmy e Producers Guild of America daquele mesmo ano. Em 2015, os produtores executivos Daniel Sladek e Chris Taaffe receberam um convite do vice-presidente da União Europeia para comparecerem ao Parlamento Europeu, em Bruxelas, onde apresentaram o filme aos membros da instituição no Dia Internacional contra a Homofobia.

## Enredo
Mary Griffith: Antes de ecoarem Amém em sua casa e no local de adoração, pensem, pensem e lembrem. Uma criança está ouvindo.
No final dos anos 70 e início dos 80, Mary Griffith (Sigourney Weaver) é uma cristã devota que cria seus filhos — Ed, Bobby, Joy e Nancy — de acordo com os ensinamentos evangélicos da Igreja Presbiteriana em Walnut Creek, Califórnia. Certo dia, Ed (Austin Nichols) encontra Bobby (Ryan Kelley) prestes a tentar suicídio por overdose de aspirina. Bobby confidencia que é gay ao irmão. A vida muda para toda a família depois que Mary descobre o segredo do filho, a quem tenta "curar" inicialmente com religião. Ela então o leva a uma psicoterapeuta, que explica que a homossexualidade é resultado da falta de um relacionamento próximo com figuras paternas. Assim, ela recomenda que o jovem passe um tempo maior ao lado do pai. Bobby revela ao pai (Henry Czerny) que deseja ser escritor, mas ouve dele que esse sonho não é "realista".
Aos poucos, o pai e os irmãos começam a aceitar a homossexualidade de Bobby, mas Mary acredita firmemente que Deus pode "curá-lo". Para fugir da família, Bobby visita sua prima Jeanette (Rebecca Louise Miller) em Portland, Oregon. Ela o encoraja a aceitar sua orientação sexual e ignorar a repressão de Mary. Entretanto, ele continua desesperado pela aprovação da mãe e resolve fazer o que ela lhe pedir. Desiludido com suas experiências na igreja e convencido de que sua mãe nunca o aceitará como ele é, o jovem vai ficando cada vez mais retraído e deprimido.
Cheio de culpa, Bobby encontra um namorado, David (Scott Bailey), em um bar gay. Após falar de David para sua família, Bobby ouve de Mary: "eu não terei um filho gay", ao que ele responde: "então você não tem um filho". Bobby continua a pensar nas palavras de preconceito de sua mãe, como quando ela dizia que "a homossexualidade é um pecado e (gays) estão condenados a passar a eternidade no inferno", ou quando se referia a ele como "pervertido" e "um perigo para nossos filhos." Além disso, ele descobre que David está o traindo com outro rapaz. Diante da depressão e auto-aversão que se intensificam, uma noite ele salta de um viaduto sobre uma estrada e morre instantaneamente, aos 20 anos de idade. A família recebe a notícia no dia seguinte e fica devastada.

Mary Griffith (Sigourney Weaver) faz um discurso em defesa dos direitos dos jovens gays e lésbicas

 Diante da tragédia, Mary encontra os diários de seu filho, que revelam um garoto problemático lutando pelo amor de sua mãe e de Deus. Ela começa a questionar a si mesma e a interpretação que a Igreja faz das Escrituras. Através de sua longa e emocional jornada, Mary lentamente alcança a comunidade gay e descobre o inesperado apoio deles. Ela conhece um reverendo local (Dan Butler) da Igreja da Comunidade Metropolitana, que a convence a participar de uma reunião do grupo PFLAG (Pais, Familiares e Amigos de Lésbicas e Gays). Ela lembra o quanto Bobby era especial e compreende que Deus não o curou porque não havia doença a ser curada.
Mary, em seguida, faz um discurso em uma reunião do conselho municipal de Walnut Creek apoiando um "dia gay" local ao vivo pela televisão. Ela fala de suas experiências com Bobby, as dificuldades que ela inicialmente teve de lidar com ele saindo do armário e sua teimosia em reavaliar suas crenças religiosas que não eram nada mais do que "fanatismo" e "difamação desumana". Mary também reconhece como ela percebeu que a orientação sexual de Bobby era bastante natural à imagem de Deus e que seu suicídio foi consequência da má educação que deu aos filhos. Ela conclui seu discurso pedindo às pessoas que pensem antes de dizer, falar ou apoiar a homofobia porque "uma criança está ouvindo". A medida é rejeitada, mas Mary e sua família viajam para São Francisco com colegas membros da PFLAG e participam de uma parada LGBT, durante a qual ela vê um rapaz parecido com Bobby observando o desfile. Ela se aproxima e o abraça, prometendo trabalhar duro para tornar melhor e mais segura a vida dos jovens homossexuais em todo o mundo.

## Elenco
Na ordem dos créditos iniciais:
- Sigourney Weaver — Mary Griffith, uma mulher cristã que cria seus filhos segundo os princípios da fé evangélica.
- Henry Czerny — Robert Griffith, marido de Mary e pai de Bob; ele é orientado a passar mais tempo com o filho.
- Ryan Kelley — Bobby Griffith, o filho de Mary que se revela gay.
- Austin Nichols — Ed Griffith, irmão de Bobby que decide revelar a Mary o segredo do irmão.
- Carly Schroeder e Shannon Eagen — Joy e Nancy Griffith, duas irmãs de Bobby.
- Scott Bailey — David, o namorado de Bobby que acaba o traindo com outro homem.
- Rebecca Louise Miller — Jeanette, prima de Bobby e que lhe oferece um lugar para morar em Portland.
- Lee Garlington — psicoterapeuta de Bobby, que o encoraja a passar mais tempo com o pai.
- Madge Levinson — avó de Bobby e mãe de Mary.
- Marshall McClean — Reverendo Owens, padre da igreja que Mary frequenta.
- Susan Ruttan — Betty Lambert, uma amiga de Mary que a incentiva a participar de uma parada LGBT.
- Dan Butler — Reverendo Whitsell, um padre que convence Mary de que a homossexualidade não é um pecado.
- Mary Griffith faz uma participação especial na cena do desfile no final do filme; ela aparece ao lado do garoto que Weaver abraça.[20][21]

## Produção

### Desenvolvimento
Prayers for Bobby é uma adaptação do livro Prayers for Bobby: A Mother's Coming to Terms with the Suicide of Her Gay Son, de Leroy Aarons, lançado em 1995. A obra é inspirada na vida de Mary Griffith e sua família. Em 1983, seu filho Robert ("Bobby") tirou a própria vida aos vinte anos, ao ter saltado de um viaduto em Portland (Oregon), por não conseguir viver no conflito entre o fato de ser gay e as reações de sua mãe. Sua morte forçou-a a rever seus conceitos e ela então percebeu que a fé religiosa não a permitia aceitar a homossexualidade de seu filho e concluiu que seu fanatismo religioso levou-o ao suicídio. Mary declarou: "Minha mente estava completamente amarrada às palavras do Evangelho, e eu não conseguia ouvir nada diferente. Não teria feito diferença se tivesse acontecido ontem ou há vários anos".

A família Griffith, cuja vida inspirou o filme. Mary está ladeada por seus filhos Bobby (o primeiro à esquerda de camisa azul), Ed, Joy e Nancy. Bobby está com aproximadamente 16 anos nesta foto.

A partir de então, Mary tornou-se uma ativista conhecida por sua atuação na organização PFLAG (Pais, Familiares e Amigos de Lésbicas e Gays), que fornece assistência psicológica e apoio a jovens LGBT e seus pais. Ela liderou, por vários anos, a seção da PFLAG na Área da baía de São Francisco e participou incansavelmente de inúmeras campanhas pela Semana da Liberdade Gay e de apoio a adolescentes homossexuais em escolas públicas. Griffith também orienta outros pais a lidarem com os filhos homossexuais, aconselhando-os a seguir seus instintos de mãe e pai e não a preceitos que os "induzam a violar sua consciência parental". Mary apareceu em diversos talk shows, nos quais geralmente se apresentava usando dois botões: um com uma foto de Bobby e o outro com o lema da PFLAG: "Nós amamos nossos filhos gays e lésbicas". Entre os programas de televisão nos quais ela falou sobre a morte de Bobby, destacam-se o 20/20 e o The Oprah Winfrey Show.
A história da família Griffith refletia a própria experiência de Aarons, um dos primeiros jornalistas abertamente homossexuais dos Estados Unidos, que, por mais de 25 anos, fez parte de uma associação de jornalistas gays e lésbicas que lutavam pela defesa dos direitos LGBT no país. Para escrever seu livro, ele fez um estudo detalhado da tragédia da família e realizou diversas entrevistas com Mary. O redator teve acesso ao diário de Bobby, no qual o jovem relatava com detalhes seus sentimentos, aflições e desespero; o autor incluiu em seu livro trechos autênticos desse material.
Em 1996, o produtor Chris Taaffe, que na época também era ator, encontrou o livro de Aarons em uma livraria de West Hollywood e ficou impressionado com a história. Ele recomendou a obra a seu amigo, o produtor cinematográfico Daniel Sladek, que ficou igualmente entusiasmado. Percebendo que o livro tinha grande potencial de ser adaptado em um longa-metragem, eles contataram o produtor executivo David Permut, que se disponibilizou a levar a ideia adiante e afirmou: "Achei que era um livro magnífico. Otimista cego que sou, pensei que estaríamos em produção dentro de um ano." Os produtores conheceram pessoalmente o autor Leroy Aarons e a família Griffith. Sladek afirmou que, ao se encontrarem, eles descobriram que tinham "uma incrível conexão" e desde então desenvolveram uma amizade duradoura.
Entretanto, a produção do longa-metragem não aconteceu. Passaram-se quase doze anos até que alguém assumisse a adaptação do livro para filme. Aarons faleceu em 2004, não chegando a ver a versão audiovisual de sua obra ser finalmente concretizada. Taaffe, Sladek e Permut estavam finalizando um acordo para produzirem um longa-metragem a um orçamento de menos de dois milhões de dólares, o que o caracterizaria como um filme independente, quando os executivos do canal de televisão americano Lifetime encomendaram-lhes a produção de um telefilme inspirado no livro. A emissora prometeu-lhes uma ampla audiência, a qual incluía mães das cidades e subúrbios dos Estados Unidos, para as quais os produtores pretendiam direcionar mais enfaticamente a mensagem do filme. Eles aceitaram a proposta do canal e a produção do telefilme foi autorizada após o fim da greve dos roteiristas americanos entre 2007 e 2008. O filme foi realizado pela produtora de David Permut, a Permut Presentations, em associação com a Sladek Taaffe Productions, de Daniel Sladek e Chris Taaffe. Stanley M. Brooks, da produtora independente Once Upon a Time Films Ltd., juntou-se ao trio, completando, assim, a equipe de produtores executivos.
O diretor australiano Russell Mulcahy foi escolhido para dirigir o filme, ao passo que a roteirista Katie Ford ficou responsável pela adaptação do livro para a televisão. Mulcahy definiu o telefilme como "uma história humana muito apaixonante" e afirmou que foi um dos trabalhos mais diferentes de sua carreira, bem como um dos mais estressantes em relação à maioria dos filmes que ele costuma dirigir, devido à "grande responsabilidade pessoal, por se tratar de um assunto tão real e tangível". Ele comentou ainda que Prayers for Bobby o fazia "acordar pela manhã e se dirigir ao local de filmagem como se fosse fazer esse filme com o seu coração", algo que ele considerava inusitado em sua função como cineasta, e que, devido a isso, "o orçamento e todo o resto [ficavam] em segundo lugar".

### Roteiro
O livro de Aarons não obedece a uma sequência cronológica, mas os fatos narrados assumem certo caráter ficcional, e são apresentados por um narrador em terceira pessoa.. Ao adaptar a obra literária para a linguagem televisiva, a roteirista Katie Ford optou por um estilo narrativo que considerou mais acessível ao público-alvo da emissora: as mães e donas de casa dos Estados Unidos. Ford investiu em uma certa polidez no roteiro de Prayers for Bobby. No livro é relatado que Bobby chegou a ter usado drogas e envolveu-se com a prostituição, porém não há referências sobre isso no filme. Outros detalhes do romance omitidos na película foram os fatos de Jeanette, prima de Bobby, descrever-se como lésbica e Mary Griffith, na intenção de conter as crises de ciúme do marido, ter se tornado viciada em medicamentos.
Além disso, percebe-se na narrativa do telefilme uma representação mais romantizada da homossexualidade, embora existam cenas que retratam o universo gay como promíscuo e as relações homoafetivas como instáveis e superficiais o que, na opinião de alguns críticos, reforça a reprodução do estereótipo de que a vida dos homossexuais é suja. As escolhas do roteiro, bem como as supressões em relação ao material original, são justificadas pelo próprio formato condensado da programação da Lifetime, do público-alvo do canal que prefere acompanhar histórias com formatos mais acessíveis, da necessidade de adequação aos investidores e anunciantes e à classificação indicativa para maiores de catorze anos estipulada para o filme. Nas palavras do produtor Daniel Sladek: 
Foi uma escolha estratégica que fizemos de forma desafiadora. Não queríamos dar a nenhuma mãe um motivo para mudar de canal e se desfazer deste filme por ofendê-las gratuitamente. Nós nos perguntamos: estamos fazendo isso para a comunidade gay ou estamos tentando fazer um filme que poderia ser exibido nas escolas e ajudar as pessoas a entender a verdade emocional sobre o que os jovens gays vivem realmente?
Uma cena prevista numa das primeiras versões do roteiro, porém descartada na versão final, indicaria que Bobby e seus amigos homossexuais rejeitados por Mary eram fãs do filme Alien (1979), numa clara referência ao primeiro longa-metragem de destaque na carreira de Sigourney Weaver, no qual ela interpretou a personagem pela qual é mais conhecida até atualmente, a Tenente Ellen Ripley. O próprio aspecto físico de Bobby também difere entre o livro e o filme, uma vez que neste ele é um garoto magro e moreno, enquanto que, conforme as descrições do livro, ele era loiro e tinha um corpo mais atlético na vida real.
Os produtores apontaram O Segredo de Brokeback Mountain como influência para Prayers for Bobby, no sentido de que aquele longa-metragem atingiu um vasto público, além da comunidade LGBT, abrindo caminho para novos projetos sobre a temática "apelarem para a emoção das pessoas". Dois filmes que retratam a desestruturação familiar, Kramer vs. Kramer e Ordinary People, também foram apontados como inspiração para o roteiro do telefilme, particularmente a cena deste último na qual a personagem de Mary Tyler Moore é impedida de abraçar o próprio filho ao posar para um retrato de família.

### Seleção do elenco
Quando li [sobre Mary Griffith] pela primeira vez, pensei, bem, não tenho nada em comum com essa pessoa e odeio o que ela representa. E claro, quando a conheci e começamos a conversar como mães, tínhamos muito em comum. (...) Eu tenho muitos amigos gays, mas é por causa de onde eu moro e o que eu faço. Isso enriquece minha vida, mas Mary não tem isso. E ela fazia parte de uma igreja que afastou toda a comunidade homossexual... e ela estava perdida. Quando ela percebeu o que havia feito, Bobby estava morto. (...) A mulher que conheci era tão generosa, tão sincera sobre quem ela tinha sido e as decisões que ela tomara e o quão destrutivas elas foram para Bobby.

— Sigourney Weaver
Diversas atrizes foram consideradas para interpretar Mary Griffith, entre elas Sela Ward e Christine Lahti. Susan Sarandon chegou a entrar no projeto, mas o deixou devido a divergências sobre o roteiro. Ela queria uma versão "mais sombria" da história, da forma como é contada no livro, incluindo referências às passagens em que Bobby usa drogas e se prostitui, e essa não era a proposta dos produtores. Finalmente o papel foi oferecido a Sigourney Weaver, que o assumiu por uma questão pessoal: ela também é mãe. Ao imaginar sua filha, Charlotte, no lugar de Bobby, a atriz declarou: "o que me impactaria muito mais do que ela ser X, Y ou Z, seria ela não falar comigo. Espero que este filme ajude as pessoas a perceberem que você tem que amar seus filhos como eles realmente são." O produtor David Permut considerou "uma sorte" a integração de uma atriz de seu calibre no projeto.
A fim de se aprofundar no papel, Weaver leu os mesmos livros que a mãe de Bobby consultava, inclusive a Bíblia e Everything You Always Wanted to Know About Sex* (*But Were Afraid to Ask) (1972), do psiquiatra David Reuben, cuja abordagem sobre a homossexualidade a atriz considerou depreciativa e chocante: "um livro muito, muito cruel. Até me assustou." Antes de aceitar definitivamente o papel, Weaver fez questão de visitar a casa onde Bobby cresceu, conhecer Mary pessoalmente e passar um tempo com a família Griffith. O produtor Daniel Sladek comentou que, para a atriz, a aprovação de Mary Griffith seria muito importante. Weaver relatou que conheceu a família na sala de estar e, em seguida, eles mostraram-lhe o quarto de Bobby no sótão, onde, naquele momento, os netos assistiam à televisão. A atriz comentou que ficou surpresa com a sinceridade da mãe do rapaz, pois ela era capaz de assumir plenamente a culpa pela morte do filho. Ao sentar-se com Sladek na cama de Bobby, Weaver declarou: "Temos a responsabilidade de fazer isso direito".
Para interpretar Bobby Griffith, foi escolhido o ator Ryan Kelley, que já havia participado de séries de televisão como Smallville e Ghost Whisperer e de longas-metragens como Roommates (1995) e Letters from Iwo Jima (2006). Ele já havia atuado em um filme relacionado à temática, Mean Creek (2004), no qual interpretou um garoto tímido que sofria bullying por ser filho de um casal homoafetivo. Em 2009, Kelley estava completando 24 anos de idade, porém isso não o impediu de interpretar o adolescente Bobby, visto que o ator aparentava ser bem mais jovem e, em suas palavras, sua habilidade de chorar bastante em cena foi um fator que contribuiu para sua entrada no projeto. Ele voltou a trabalhar com o diretor Russell Mulcahy, de quem é grande amigo, na série Teen Wolf (2011), produzida pelo cineasta, na qual interpretou o policial Jordan Parrish, um personagem recorrente. O ator afirmou que fazer parte de Prayers for Bobby foi um momento "mágico" e, comparando o telefilme com seu trabalho mais recente, comentou: "As pessoas podem realmente amar Parrish de Teen Wolf, mas conheci crianças e pais que viram Prayers for Bobby e disseram que realmente suas vidas foram mudadas. É um projeto tão especial que me mudou para sempre e tudo que espero é fazer outra coisa como esta."
O ator Scott Bailey relatou que conheceu os produtores Chris Taaffe e Daniel Sladek no momento em que comprava iogurte em uma mercearia e iniciaram ali uma grande amizade. Ele recebeu uma cópia do livro de Aarons, ficou muito comovido ao ler a história e fez um teste para o filme, sendo aprovado para o papel de David. Então, ele partiu para Detroit, onde permaneceu durante três semanas para as filmagens. Bailey revelou que David, seu primeiro personagem gay, foi o papel mais significativo de sua carreira e que foi muito marcante contracenar com Kelley e Weaver, além de pela primeira vez ter beijado outro homem em cena. Salientando que seu personagem "representa a esperança na personificação de um jovem gay com pais que o apoiam e que está em paz com a homossexualidade", o ator afirmou que o filme foi-lhe uma experiência de aprendizado sobre as discriminações sofridas pela comunidade LGBT.
Dan Butler, ator e comediante mais conhecido por seu papel como Bob "Bulldog" Briscoe na série Frasier, e sua amiga de trabalhos na televisão Susan Ruttan, da série L.A. Law, foram convidados para interpretar, respectivamente, o Reverendo Whitsell, que acolhe Mary em sua congregação cristã inclusiva, e Betty Lambert, amiga que Mary conhece ao participar das reuniões da associação de Pais, Familiares e Amigos de Lésbicas e Gays. Butler comentou na época que um filme como Prayers for Bobby não seria transmitido pela televisão 25 anos atrás, mas que as "atitudes mudaram gradualmente ao longo dos anos", ressaltando que a experiência de trabalhar no telefilme foi gratificante e que "apenas conhecer Mary Griffith já valeu a pena". Ele, que é abertamente homossexual, já atuou ativamente na prevenção do suicídio entre jovens LGBT e em 1995 fora porta-voz do National Coming Out Day pela Human Rights Campaign.
Como algumas cenas do filme seriam ambientadas em uma escola de ensino médio, a produção entrou em contato com a direção de uma instituição que atendia a esse nível de ensino em Michigan, a fim de encontrar jovens talentos locais que pudessem participar do projeto. A escola enviou praticamente todos os seus alunos que participavam de um programa de teatro para fazer um teste. Cinco deles foram selecionados, entre os quais Shannon Eagen, que recebeu o papel de Nancy Griffith, uma das irmãs de Bobby. Graças a esse trabalho, a jovem conseguiu seu primeiro agenciamento e foi posteriormente escalada para o filme Whip It (2009), dirigido por Drew Barrymore. A atriz Carly Schroeder, escolhida para interpretar Joy Griffith, a outra irmã de Bobby, já havia contracenado com Ryan Kelley anteriormente no filme Mean Creek (2004).
Os produtores dirigiram-se até Toledo, em Ohio, com o propósito de encontrar uma atriz para o papel de Ophelia, a avó da família Griffith. Sladek comentou que foi uma tarefa muito complicada, por estarem lidando com pessoas reais e pela amizade que tinham com os Griffith. Isso porque a avó era amada pela família, ao mesmo tempo que contribuía negativamente com o sofrimento deles. Foi escolhida para o papel a veterana atriz de teatro Madge Levinson, que até então tinha feito pequenas participações em filmes como Gran Torino (2008), de Clint Eastwood, e comerciais de televisão. Várias atrizes locais fizeram o teste para o papel e, segundo Sladek, "[Madge] acertou em cheio". Ele enalteceu o profissionalismo da atriz, comentando que "ela estava lá na hora certa, sabia suas falas, [entregou-se à personagem]". Levinson definiu sua personagem como "muito egoísta" e "desagradável" e, em tom descontraído, comentou que seu marido dizia que foi um caso de typecasting.

### Filmagens e edição

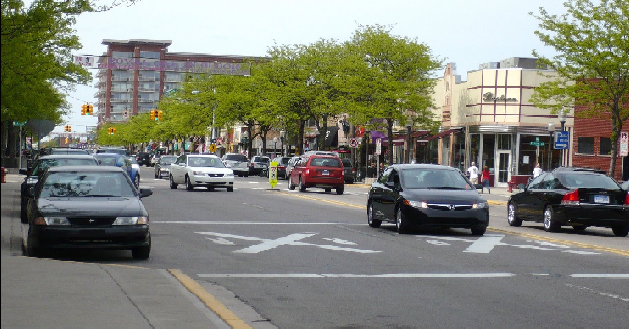
O centro de Royal Oak, em Michigan, onde foram registradas as sequências finais do telefilme

As filmagens ocorreram em Michigan e duraram vinte dias. O filme foi um dos primeiros a ter a produção autorizada no estado, beneficiando-se dos incentivos fiscais para obras cinematográficas, na época recentemente oferecidos pelo governo de Michigan. O telefilme teve cenas gravadas nas cidades de Detroit, Ferndale, Redford e Royal Oak, no centro da qual foi filmada a cena da marcha LGBT, que, na película, passa-se em São Francisco.
Os produtores levaram Mary Griffith e seu marido Robert às locações do filme, para que eles pudessem acompanhar o andamento das filmagens. Embora reviver os eventos não tenha sido uma experiência fácil para o casal, eles continuaram firmes em seu apoio ao projeto; inclusive, participaram brevemente das gravações da sequência final, durante a parada LGBT. Mary é a senhora de cabelos grisalhos e blusa azul com o logotipo da PFLAG, que pode ser vista empunhando uma bandeira LGBT ao lado do garoto que Sigourney Weaver abraça emocionada. Mary revelou que uma de suas sobrinhas também pode ser vista no filme. Scott Bailey, ator que interpretou David, o namorado de Bobby, assim comentou sobre o clima durante as filmagens:
Jamais esquecerei a energia e a emoção do set durante as filmagens de Prayers for Bobby. A pungência e a importância desta história alimentaram uma reverência e paixão entre produtores, atores e a equipe, tendo como resultado o filme mais visceral que eu já experimentei! Muitas pessoas envolvidas passaram por dificuldades similares ao "saírem do armário" e todas estavam unidas em querer abrir corações e mentes para uma compreensão da homossexualidade.
Uma vez que o filme foi encomendado por uma emissora de televisão, priorizou-se o estilo televisivo clássico: a obra deveria ter uma duração aproximada de noventa minutos; para isso, ela foi dividida em blocos facilmente identificáveis, incluindo os típicos fade outs nas transições entre eles, adequando-se, assim, à grade de programação do canal. Dessa forma, o diretor Russel Mulcahy priorizou a contingência do tempo no processo de adaptação da obra literária para telefilme, fator que foi levado em conta desde a elaboração do roteiro por Katie Ford.
A produção empenhou-se em ambientar o filme à época e aos locais dos eventos, como se pode perceber na sequência em que dois representantes da igreja conversam com a família Grifith e fotografias do verdadeiro Bobby aparecem na lareira. Porém, um detalhe que denuncia anacronismo no filme, o qual se passa no início da década de 1980, são alguns automóveis vistos em tela: o conversível vermelho dirigido por David é um Alfa Romeo Spider modelo 1986 e o veículo visto na cena do funeral é um Cadillac Brougham Funeral Coach modelo 1990.

### Música
A música original de Prayers for Bobby é assinada pelo compositor, arranjador e produtor musical Christopher Ward, que já havia trabalhado em várias partituras premiadas com o Óscar e o Grammy e colaborado com compositores do calibre de Hans Zimmer e Mark Mancina. Ele procurou embalar a maioria das cenas mais tocantes do filme por canções que assumem a tarefa de emocionar e inebriar os espectadores, além de contribuir na acentuação da tensão dramática apresentada. A faixa instrumental "My Name is Lincoln", usada nos trailers, foi composta por Steve Jablonsky e fazia originalmente parte da trilha sonora do filme A Ilha (2005).
Durante as primeiras cenas do filme, as quais mostram os créditos iniciais, é tocada a canção gospel cristã contemporânea "I Need You to Listen", cuja versão original é do compositor litúrgico Marty Haugen e foi lançada em seu álbum  Wondrous Love (1990). Essa sequência inicial, que funciona como um prólogo ou incipit da obra, mostra um conjunto de imagens que apresentam de maneira bastante sucinta o clímax do filme e seus desdobramentos. Bibiana Anjos Rezende, da Universidade Federal de Mato Grosso, observa que esses créditos iniciais, além de chamarem a atenção do espectador para a densidade dramática das imagens, apoiam-se na melodia melancólica e enigmática da canção de Haugen para estabelecer um diálogo potente entre a situação vivida por Mary e Bobby e o conteúdo retratado na música, cuja letra apresenta um eu lírico que almeja desesperadamente ser ouvido e respondido por Deus.
Rezende afirma ainda que as letras das canções presentes no filme, assim como as imagens, também são usadas para enfatizar o percurso transformador de Mary Griffith. Diferentemente da trilha musical de Haugen que abre o filme, nos momentos finais é tocada a canção "Here I Am", de Leona Lewis, que traz uma mensagem de conforto, amizade, acolhimento e esperança. Essa música reforça o momento de redenção de Mary, mostrando que ela finalmente entendeu que atuar na militância em defesa da comunidade LGBT é a forma de reconciliação com tudo aquilo que a morte de Bobby representou. Outras músicas usadas no filme são "Bullseyer", de Morgan McCormick, e "Lo-Down", de Storm Lee, a qual, embora não seja creditada, pode ser ouvida na cena em que Bobby entra em um bar gay pela primeira vez.

## Lançamento e recepção
Prayers for Bobby estreou na emissora Lifetime em 24 de janeiro de 2009 e foi reprisado no dia seguinte. O filme foi visto por um total de 6,1 milhão de telespectadores nos Estados Unidos ao longo dos dois dias de exibição. Foi lançado em DVD em 7 de dezembro de 2010. Em conexão com o The Coming Out Day, em 11 de outubro de 2013, uma exibição especial de Prayers for Bobby foi realizada em Nova Iorque, com a participação de Weaver e do produtor Daniel Sladek. Simultaneamente, o filme recebeu um novo lançamento em DVD.
Na época de seu lançamento, Prayers for Bobby tornou-se um fenômeno na internet, sendo baixado por público de diversos locais ao redor do mundo, por intermédio de serviços de download e upload de arquivos, como o Torrent e o Megaupload. As legendas foram traduzidas nas mais diversas línguas e o filme rapidamente disseminou-se em comunidades de redes sociais como o Orkut, no qual, com uma simples pesquisa, era possível encontrar vários links para baixá-lo legendado em português. O filme também foi amplamente divulgado em diversos blogues, no Youtube e em sites de downloads direcionados principalmente ao público LGBT. Prayers for Bobby recebeu no Brasil a dublagem do estúdio Centauro, o qual o intitulou como Rezando por Bobby, embora a maioria das publicações no país usem o título Orações para Bobby. Em 2012, a obra foi lançada em DVD no Brasil.

### Crítica
O telefilme recebeu críticas mistas. Brian Lowry, da Variety, elogiou a atuação de Sigourney Weaver, escrevendo que a atriz desempenhou "um papel digno de seus talentos". O crítico afirmou que o filme "mostra-se poderoso sem ser indevidamente enfadonho" e que abordou sua temática com uma "paixão intransigente". Escrevendo para o New York Daily News, David Hinckley comentou que a "falta de nuance [do filme] faz com que a decisão de Mary de repensar sua atitude também pareça encenada" e salientou ainda que o filme limitou-se a explorar o repúdio à homossexualidade decorrente de crenças religiosas, evitando sugerir que a homofobia também está ligada ao "desconforto decorrente da emoção secular". Em artigo publicado no The Hollywood Reporter, Ray Richmond também elogiou a atuação de Weaver, ressaltando que ela deu a sua personagem uma "intensidade e paixão cruas" e que a roteirista Katie Ford teve a sorte de contar com a atriz no elenco.

Momento em que Mary chora ao se convencer de que ela foi culpada pela morte de seu filho. A atuação de Weaver foi elogiada por vários críticos

David Wiegand, do San Francisco Chronicle, escreveu que "é desafiador para um filme replicar os detalhes de um livro, contudo, neste caso, a desconexão tem a ver com o despertar intelectual e espiritual de Mary após a morte de seu filho. Acontece um pouco rápido demais no filme." O crítico elogiou, entretanto, os atores, especialmente Weaver, "que precisa passar por um desenvolvimento de personagem incrivelmente desafiador, de fundamentalista intolerante a uma mãe carregada de culpa e ativista pelos direitos gays." Ele também elogiou Ryan Kelley por lidar com os sentimentos de Bobby. Na conclusão, o crítico apontou que o filme apresenta "diálogo limitado e direção apenas adequada", mas que ele acredita que a película é capaz de alcançar profundidade emocional.
Em resenha publicada na versão online da Folha de S. Paulo, o jornalista Sérgio Ripardo referiu-se a Prayers for Bobby como um dos principais filmes de 2009 que aborda o drama de ser homossexual na adolescência, ressaltando: "Quem viu (homossexual ou hétero) costuma se emocionar e até chorar." Também enfatizou a força que a internet teve na divulgação do filme em todo o mundo. A redação da Revista Lado A, uma das mais antigas voltada para o público LGBT no Brasil, publicou, em 2012, um artigo intitulado "A história por trás de Orações para Bobby", no qual salientou que a tragédia retratada no filme "é mais uma história que ainda hoje se repete. Estima-se que três mil jovens gays se matam por falta de aceitação nos EUA, anualmente." O site Cinema e Argumento avaliou-o, afirmando que, embora não seja bem elaborado ou repleto de escolhas inteligentes, "é um filme que certamente deveria passar toda semana na TV para tornar o mundo um lugar melhor."
O site brasileiro A Capa, também voltado ao público LGBT, ressaltou que a obra é "cheia de pontos positivos e com excelente discussão acerca da cultura gay"; no entanto, apontou que a obra também é controversa por "estereotipar o universo homossexual em poucas, mas significantes, passagens", como o primeiro encontro de Bobby e David ocorrer em uma casa noturna e não "fora do circuito das baladas e da curtição vazia, como num lançamento de um livro ou numa sessão cultural de música ou cinema". Além disso, a publicação afirma que o fator que mais pesou na decisão de Bobby de cometer suicídio, além das palavras preconceituosas da mãe, foi encontrar o namorado o traindo com outro homem, o que reforçaria o mito corrente no cotidiano de que gays não se apegam a nada e traem seus namorados com muita facilidade.

### Reconhecimento

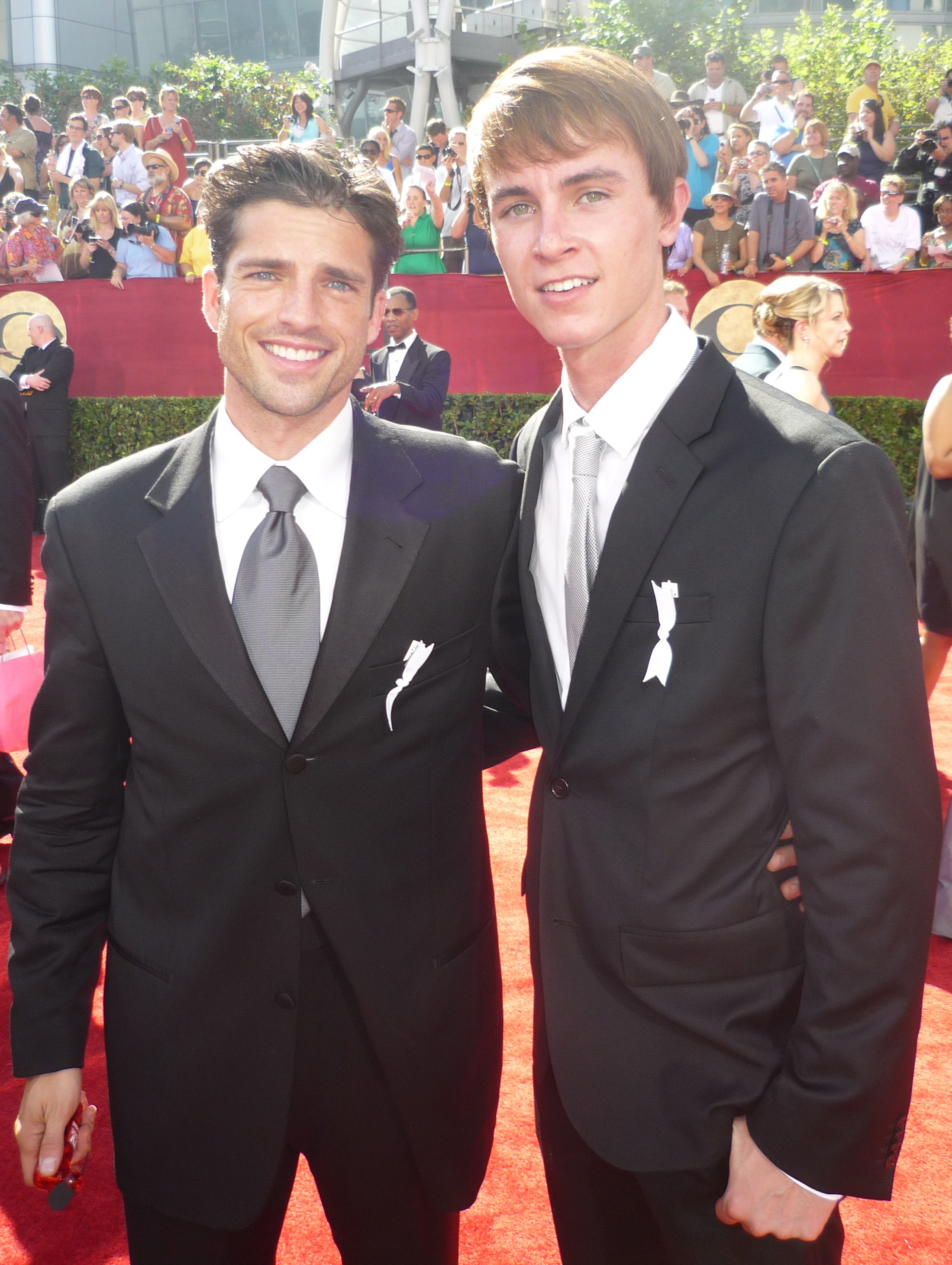
Scott Bailey e Ryan Kelley, intérpretes de David e Bobby, durante a cerimônia do Emmy em 2009

Sigourney Weaver foi indicada ao Prêmio Emmy do Primetime de Melhor Atriz em Minissérie ou Telefilme e ao Globo de Ouro, Satellite e Prêmio Screen Actors Guild na mesma categoria. Em 2009, os cinco produtores Stanley M. Brooks, David Permut, Daniel Sladek, Chris Taaffe e Damian Ganczewski foram indicados ao Emmy de Melhor Filme para Televisão e, no ano seguinte, os produtores do filme foram indicados ao prêmio do Sindicato dos Produtores da América e o filme ganhou um Prêmio GLAAD Media de Melhor Minissérie ou Telefilme de Lançamento Limitado. A obra também venceu, em 2009, o Prêmio Dorian de "Melhor Atração Televisiva com Temática LGBT do Ano" e o Prêmio de "Filme Narrativo Favorito" do Festival de Cinema Queer de Seattle.
Por seu esforço no filme, Weaver também recebeu o Prêmio de Honra Trevor Life da organização LGBT de prevenção ao suicídio The Trevor Project. A emissora Lifetime, por sua vez, recebeu o Prêmio Honorário Trevor Life Hope. Charles Robbins, presidente da The Trevor Project, ressaltou que "Sigourney Weaver e Lifetime servem de inspiração para jovens e famílias que assistem a filmes como Prayers for Bobby e entendem a importância de celebrar a diversidade e a vida."
Em 2015, para homenagear o Dia Internacional contra a Homofobia, o Parlamento Europeu organizou uma exibição do filme em Bruxelas, Bélgica, para membros do Parlamento, funcionários da União Europeia e convidados, seguida por um painel de discussão. O evento, nas palavras de Ulrike Lunacek, vice-presidente do Parlamento Europeu, "foi uma ótima oportunidade para compreender emocional e intelectualmente a importância de a Organização Mundial da Saúde, 25 anos atrás, ter abolido a homossexualidade como doença mental. (...) Prayers for Bobby é um filme impressionante que mostra como a mente estreita ideológica e religiosa pode, no sentido literal da palavra, realmente matar alguém". O painel de discussão também contou com os produtores executivos do filme, Daniel Sladek e Chris Taaffe, e Michael Cerulus, diretor de política da filial europeia da Associação Internacional de Gays e Lésbicas.

## Temas e análises

### Impessoalidade e transformação existencial
Deonato Feltz Júnior e Alessandro da Silva Guimarães, da Universidade Federal do Espírito Santo, analisaram o filme a partir do conceito filosófico existencialista do Dasein (existência) e da perspectiva da impessoalidade do discurso religioso, enfatizando o aspecto da obra de mostrar como as experiências de ter um filho homossexual podem desvelar a uma pessoa um novo modo de compreender o mundo a partir do respeito às diferenças e como a vivência da dor e da perda de um filho ante uma situação de preconceito social e/ou religioso podem abrir possibilidades para se questionar a fé, levando à produção de sentidos para vivenciá-la de forma mais humanizada.
Eles destacam uma cena do início do filme, na qual é apresentada uma gravação aparentemente caseira feita pelo pai de Bobby, mostrando a família Griffith reunida e brincando, três anos antes do suicídio do jovem, que aparece ao lado de sua então namorada, Michelle. Segundo os autores, essa sequência é colocada como uma metáfora da visão de toda a família sobre Bobby, de que ele era um garoto heterossexual vivendo sua condição com a namorada, deixando claro a tendência humana de enxergar as coisas guiando-se "por uma pré-compreensão de mundo, por uma posição prévia, [...] da totalidade conjuntural." Não fosse Bobby manifestar-se como homossexual, Mary provavelmente sempre compreenderia essa orientação sexual como um erro a ser evitado e assumiria "a posição impessoal de permitir que o discurso religioso condenasse pessoas que vivem essa condição, não por escolha, genética ou destino, mas por viver." Dessa forma, ela continuaria vivendo a impessoalidade, a qual se manifesta como "possibilidade do Dasein afastar-se de si mesmo para experienciar a cotidianidade, para viver suas ações regidas pela imposição cultural de condutas morais e sociais."
Outro aspecto destacado pelos autores é o fato de a morte ser apresentada na obra como "um horizonte possível". Ainda nas primeiras cenas, a morte se manifesta como possibilidade de remediar o sofrimento de Bobby quando ele tenta suicidar-se por overdose de medicamentos, mas é impedido pelo irmão mais velho. Após a série de acontecimentos traumáticos que experiencia, o rapaz é tomado por uma tristeza profunda e decide se lançar de uma ponte. Nesse momento, as falas preconceituosas de Mary materializam-se no jovem e "as palavras [...] encerram a existência de Bobby por causa da ignorância, do preconceito e do medo". A partir da tragédia, Mary percebe que precisa se reinventar para sobreviver e aprender a conviver com a dor da perda de um filho e com a culpa por não tê-lo compreendido e aceitado em vida, caracterizando aquilo que o autor descreve como o momento em que "o Dasein [de Mary] decide ser autêntico". Em outras palavras, a morte de Bobby "é o acontecer necessário para que ela enxergasse a vida de outra forma", fazendo com que sua fé começasse a surgir de forma mais autêntica, a partir desse questionamento de si e da própria fé, marcando, segundo os autores, a importância do fenômeno da angústia para a superação de preconceitos, medos e ignorância.

### Simbolismos do cartaz promocional
Ao analisar o cartaz de divulgação do telefilme, tanto na versão original quanto na traduzida para o português, Bibiana Anjos Rezende, da Universidade Federal de Mato Grosso, procurou apontar nas imagens, cores e textos que compõem a peça promocional algumas "inferências que dão margens a múltiplos sentidos engendradas por meio dos elementos constitutivos explícitos, bem como, por outros não tão explícitos assim". Mary Griffith, retratada de costas para o público no centro do cartaz, operaria tanto como uma metáfora da situação de sofrimento e superação de Mary em virtude do suicídio de Bobby quanto como uma representação do público-alvo da emissora Lifetime, as mães e donas-de-casa. Rezende comenta ainda que a centralização da personagem feminina pode estar "relacionada ao processo do sofrimento e ressignificação dos pensamentos e a transformação pela dor enfrentada por Mary", além de que o fato de ela estar de costas ao espectador "pode sugerir o abandono às convicções, à despreocupação com a opinião e o julgamento alheio ante o seu novo caminho, representado pelo sol. Os raios de sol remetem ao renascimento de uma nova mulher, de uma nova mãe [que], enfim, busca uma vida nova rompendo com o preconceito, com a homofobia, com o fanatismo religioso e com as interpretações literais da Bíblia.
A autora observa que o tom de azul, uma cor fria, percebido na parte superior do pôster, pode denotar não apenas uma certa leveza como também remete ao infinito, ao céu, acentuando a delicadeza do sorriso de Bobby e um certo contentamento expressado no rosto de Mary. Mãe e filho estão envoltos por um tom de amarelo, cor quente que sugere proximidade e cumplicidade entre ambos, bem como lhes sugere uma nova vida. Para Mary, isso se concretizou no plano terreno por meio de seu ativismo pela causa LGBT e, para Bobby, a morte serviu "como um instrumento para mostrar [...] sua essência e ele só passou a existir quando sua vida 'terrena' acabou." Uma luz dourada também envolve Mary, parecendo recobrir todo o seu corpo e se espalhar até a parte superior do cartaz, o que pode sugerir renascimento e uma determinada aura para a personagem, indicando que "esta mãe foi valorizada ou 'iluminada', nos sentidos polissêmicos que o termo carrega." Todos esses fatores tornam a imagem de Mary um "referencial representativo de mulher forte, lutadora e corajosa" que vai na contramão da lógica patriarcal, ressurgindo após o suicídio do filho, "reconfigurando seu pensamento, assim como mostra que seu papel social como militante da causa gay a redime da representação da 'mulher como guardiã das funções sociais reprodutivas'" e outros estereótipos associados ao gênero feminino.
Quanto às letras e palavras sombreadas sobre os rostos na parte superior do cartaz, Rezende levanta a hipótese de que podem representar o sonho desfeito de Bobby de se tornar escritor, retratar trechos do diário de Bobby ou das cartas de Mary ou, ainda aludir à interpretação literal da Bíblia. Os elementos verbais do pôster destacam na cor branca o nome de Sigourney Weaver, procurando deixá-la "mais visível" e aparentando "ser uma fonte de luz", em virtude de ela ser uma atriz reconhecidamente notável pela atuação em muitos filmes e indicada a diversas premiações. Na versão em português da peça publicitária, a cor branca envolve frases curtas de efeito, como a expressão "amava tudo em seu filho, exceto quem ele, de fato era." No cartaz original em inglês, a cor branca também se sobressai com o intuito de enfatizar o horário de exibição do telefilme e destacar que o mesmo foi vencedor do Concurso Tapete Vermelho promovido pela emissora, ao passo que as demais informações, como o próprio nome do canal e o título do filme apresentam-se destacados na cor preta. Dessa forma, a autora conclui que o cartaz de Prayers for Bobby convida principalmente o público feminino a solidarizar-se com Mary e também a "repensarem sobre determinadas atitudes e práticas direcionadas aos filhos homossexuais", sendo a mensagem central, nesse caso, "a superioridade do amor materno mesmo diante da homossexualidade."

## Impacto e legado
Dois dias após a exibição original do filme na Lifetime, Stuart Elliot publicou no The New York Times um artigo no qual observou que a obra foi o primeiro programa de televisão com temática referente à vida dos homossexuais a ser patrocinado por um número significativo de anunciantes nos Estados Unidos. O jornalista enfatizou que grandes marcas, com receio de ofender o público, evitavam até então patrocinar atrações televisivas que tratassem desse assunto, rejeitando a compra do tempo de comercial entre a apresentação desses programas. Prayers for Bobby representou uma mudança nesse sentido, pois foi bastante anunciado em jornais e revistas, tendo o patrocínio de grandes marcas de blue chips vendidas por empresas como AT&T, General Mills, S.C. Johnson, MasterCard, Procter & Gamble, Reckitt Benckiser e Wal-Mart Stores.
O filme teve grande influência na comunidade LGBT. Jody Huckaby, diretor administrativo da PFLAG (Pais, Familiares e Amigos de Lésbicas e Gays), relatou que Prayers for Bobby apresentou um imenso impacto sobre a organização: "O filme inspirou muitas pessoas a agirem, seja visitando sua equipe local da PFLAG, iniciando uma equipe local onde não existisse uma, ou atuando em suas comunidades religiosas, escolas e locais de trabalho. Mesmo agora, continuamos a ouvir pessoas de todo o mundo que nos contam sobre como a história de Mary mudou suas vidas." Sigourney Weaver conheceu muitas pessoas que foram até ela e relataram-lhe sobre como Prayers for Bobby ajudou-as a sair do armário e a aceitar sua própria sexualidade.
No Brasil, o telefilme voltou a repercutir nas redes sociais em setembro de 2017, quando uma decisão da Justiça Federal do Distrito Federal determinou, em caráter liminar, que terapias de reversão sexual deixassem de ser proibidas pelo Conselho Federal de Psicologia, que, desde 1999, não permite esse método no país. Na época, a cena na qual Mary Griffith, nos momentos finais do telefilme, faz seu discurso sobre a necessidade de aceitação dos filhos homossexuais circulou de forma viral nas redes sociais, sendo compartilhada centenas de vezes entre internautas como forma de conscientização contra a decisão judicial.

## Obras citadas
- Feltz Júnior, Deonato; Guimarães, Alessandro S (2012). «Estamos todos "orando por Bobby": a angústia e a experiência da dor como forma de superação do preconceito de orientação sexual» (PDF). Universidade Federal do Espírito Santo. Seminário Nacional de Educação, Diversidade Sexual e Direitos Humanos. 11 páginas. ISSN 2316-4948. Consultado em 10 de março de 2019

- Rezende, Bibiana A (2018). Cinema e Educação: Representação, gênero e juventude em Prayers for Bobby (2009) (PDF) (Dissertação de Mestrado). Programa de Pós-Graduação em Educação da Universidade Federal de Mato Grosso. Rondonópolis: Universidade Federal de Mato Grosso. 164 páginas. Consultado em 26 de novembro de 2018